# 半カノン砲

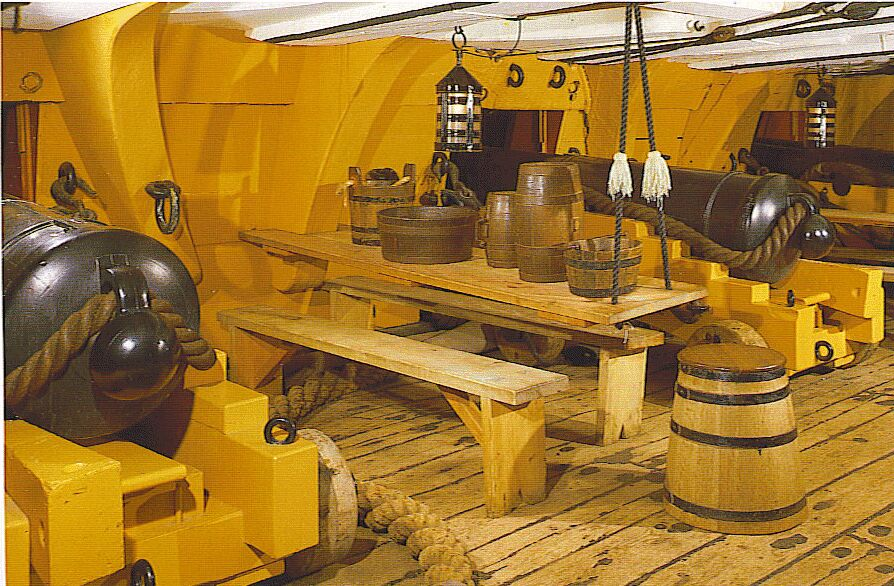
現存する戦列艦HMSヴィクトリーの32ポンド砲

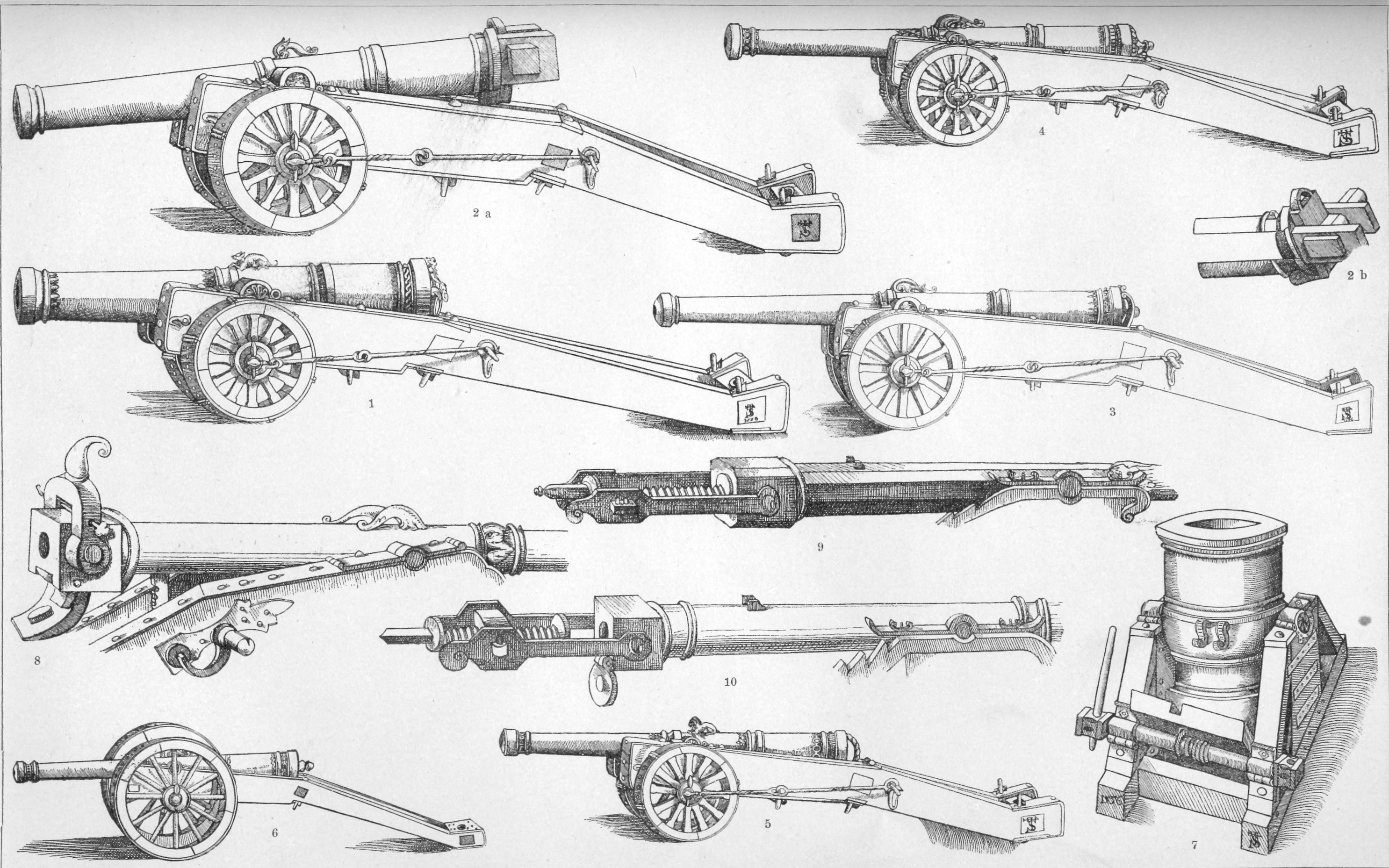
16世紀ごろのドイツの大砲、4番が半カノン砲

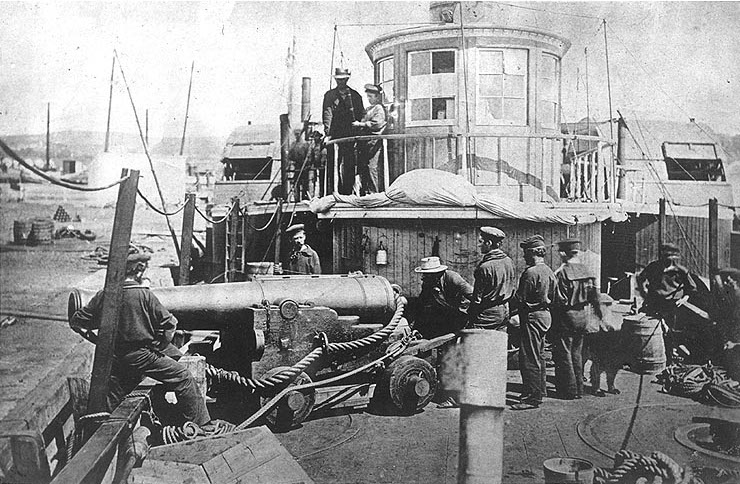
Novelty Carriage上の60ハンドレッドウェイトの32ポンド滑空砲。1861年USS Thomas Freebornにて

半カノン砲、またはデミ・カノン砲（英語: demi-cannon）とは、17世紀初めに開発された42ポンド砲より小さく、カルバリン砲より若干大きい、中サイズのカノン砲である。

## 諸元
一般的な半カノン砲の砲身は、砲身長11フィート（3.4m）、口径6インチ（15.4cm）、重量は5600ポンド（2540kg）以下であった。32ポンド（14.5 kg）の球形弾を発射するのに黒色火薬18ポンド(8 kg)を必要とし、有効射程は1600フィート（490m）である。

## 搭載
68ポンドのキャノンロイヤルは艦砲として過大で、42ポンド弾を発射するフルカノン砲は、あまりに使いにくかった事から18世紀には姿を消した。17世紀のイギリスにおけるマン・オブ・ウォー（武装帆船）の下段には大抵半カノン砲が装備されていた。たとえば、英蘭戦争で活躍したHMSソブリン・オブ・ザ・シーズ、en:HMS Resolution (1654)、en:HMS James (1634)などに搭載されていた。
これら32ポンド砲は、18世紀の1等艦三層甲板艦戦列艦に最大100門積まれていた。